# Anthrenus mugodsharicus
Anthrenus mugodsharicus is een keversoort uit de familie spektorren (Dermestidae). De wetenschappelijke naam van de soort werd in 1974 gepubliceerd door Sokolov.